# رافائل شفر
رافائل شفر (انگلیسی: Raphael Schäfer؛ زادهٔ ۳۰ ژانویهٔ ۱۹۷۹) بازیکن فوتبال اهل آلمان است که به عنوان دروازه‌بان بازی می‌کرد.
از باشگاه‌هایی که در آن بازی کرده‌است می‌توان به باشگاه فوتبال نورنبرگ، باشگاه فوتبال اشتوتگارت، و باشگاه فوتبال هانوفر ۹۶ اشاره کرد.
وی همچنین در تیم‌های ملی فوتبال جوانان آلمان، و جوانان آلمان، و جوانان آلمان، بازی کرده‌است.